# ニフシオヤコツ
ニフシオヤコツは、北海道の川上郡弟子屈町にある標高195.7mの山である。山頂には三等三角点「和骨」が設置されている。

## 概要
屈斜路湖沿岸、アトサヌプリやマクワンチサップ等のアトサヌプリ火山群の北端に位置する低山である。約1万年前に火山活動をして形成され、現在は東側山麓のサワンチサップ・仁伏地域にて仁伏温泉が湧出する。
山名はアイヌ語の「ニ・プシ・オヤコチ（木・はねる・くびれたところ）」が由来とされる。

## 登山
国土地理院地形図には掲載されていないが、仁伏半島自然散策路として山頂までの道が整備されているため、短時間かつ容易に登頂することができる。